# Palaeolagus
Palaeolagus is een geslacht van uitgestorven zoogdieren dat voorkwam in het Oligoceen van Noord-Amerika.

## Beschrijving
Dit vijfentwintig centimeter lange dier vertoonde veel overeenkomsten met het huidige konijn, maar had iets kortere achterpoten. Hieruit blijkt dat het dier geen springer was, zoals een konijn. Ze waren 30 miljoen jaar geleden gewone herbivore bewoners van de savanne, vlakten en bossen van Noord-Amerika.

## Taxonomie
De fossiele overblijfselen van konijnen zijn schaars en de gevonden exemplaren zijn vaak te fragmentarisch om een bevredigende verwantschap met levende vormen vast te stellen. De meest recente fylogenetische analyse heeft aangetoond dat het een naaste verwant is van de laatste gemeenschappelijke voorouder van levende Leporidae en Ochotonidae, aangezien het een mozaïek van kenmerken vertoont die typerend zijn voor beide groepen. De botten van konijnen en hazen zijn licht van gewicht en kwetsbaar van structuur, en daarom zijn ze niet gemakkelijk te bewaren als fossielen. De meeste soorten zijn bewoners van hooglanden waar de omstandigheden niet ideaal zijn voor behoud. In een paar afzettingen lijken konijnenresten talrijk, maar veel fossiele soorten zijn alleen bekend van een paar tanden en botten.